# 모새달속
모새달속(---屬, 학명: Phacelurus 파켈루루스[*])은 벼과의 속이다. 아시아, 유럽, 아프리카에 분포한다. 한국에서 자라는 자생종은 모새달 한 종이다.

## 하위 종
- 모새달(가는모새달) P. latifolius (Steud.) Ohwi
- P. cambogiensis (Balansa) Clayton
- P. digitatus (Sm.) Griseb.
- P. franksae (J.M.Wood) Clayton
- P. gabonensis (Steud.) Clayton
- P. huillensis (Rendle) Clayton
- P. schliebenii (Pilg.) Clayton
- P. speciosus (Steud.) C.E.Hubb.
- P. trichophyllus S.L.Zhong
- P. zea (C.B.Clarke) Clayton